# Tekuanga Village
Tekuanga Village är en ort i Kiribati.   Den ligger i örådet Marakei och ögruppen Gilbertöarna, i den norra delen av landet, 90 km norr om huvudstaden Tarawa. Tekuanga Village ligger 12 meter över havet och antalet invånare är 207.
Terrängen runt Tekuanga Village är mycket platt.  Närmaste större samhälle är Rawannawi Village, 3,6 km nordväst om Tekuanga Village. 